# Александровское (Запорожская область)
Алекса́ндровское (укр. Олександрівське) — село,
Новогупаловский сельский совет,
Вольнянский район,
Запорожская область,
Украина.
Код КОАТУУ — 2321585604. Население по данным 1990 года составляло 10 человек.
Село ликвидировано в 2001 году .

## Географическое положение
Село Александровское находилось на расстоянии в 1 км от села Вербовое.

## История
- 2001 — село ликвидировано [1].